# Château Narbonnais
Le château Narbonnais de Toulouse est l'ancien château médiéval des comtes de Toulouse, devenu forteresse royale lors du rattachement du Languedoc au royaume de France, et enfin, au XVe siècle, le siège du parlement de Toulouse.
Il était situé à l'emplacement de l'actuel palais de justice de Toulouse, à l'angle des allées Jules-Guesde et de la place du Parlement, près de la place du Salin. Les vestiges du château Narbonnais sont toujours visibles dans la crypte du palais de Justice. Un mur est toujours debout dans la « salle des 100 pas ».
Le château Narbonnais est représenté aux côtés de la croix occitane et de la basilique Saint-Sernin, sur le blason de la ville de Toulouse.

## Origines antiques d'un château médiéval

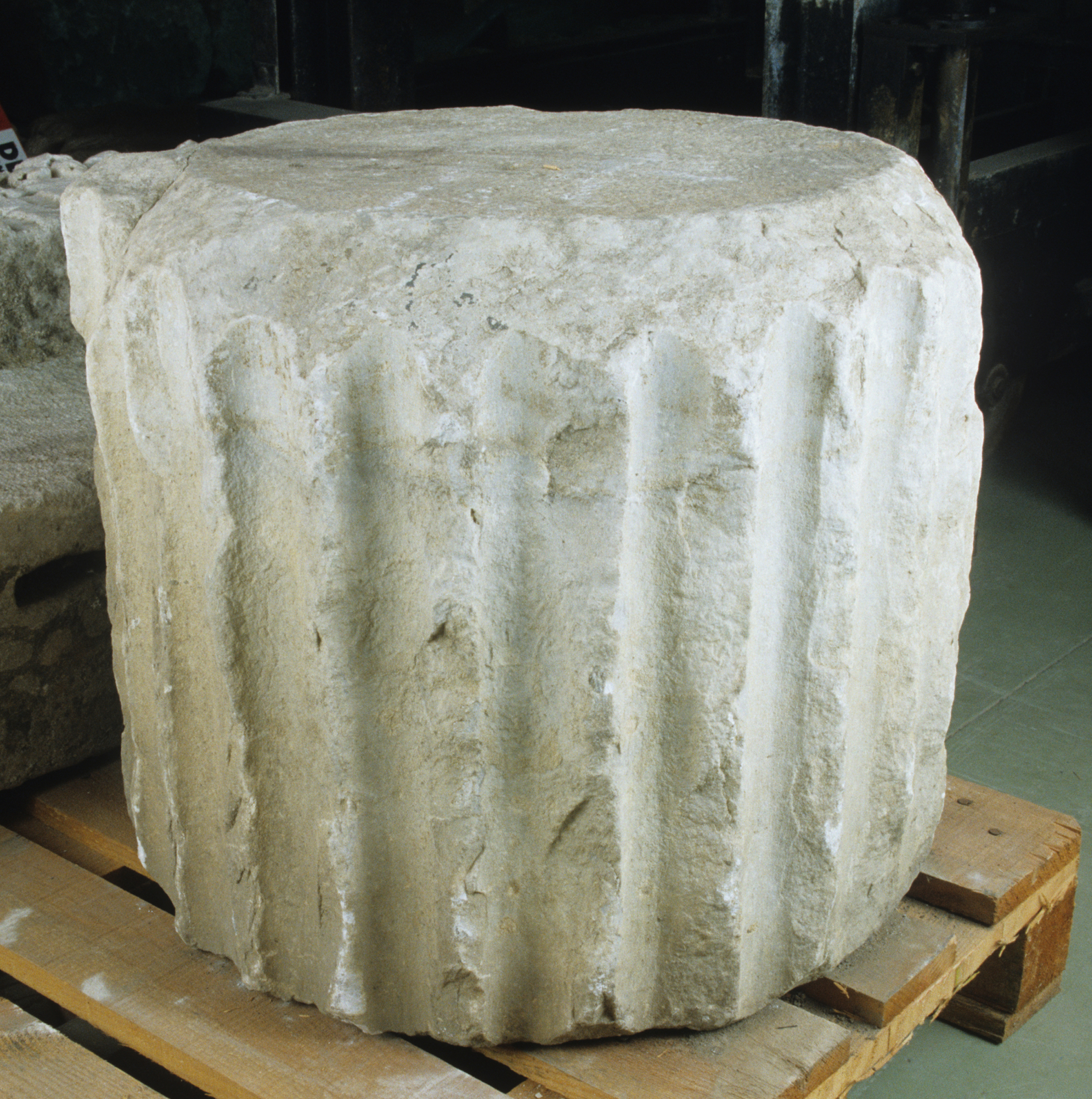
Colonne retrouvée sur le site du Château Narbonnais.

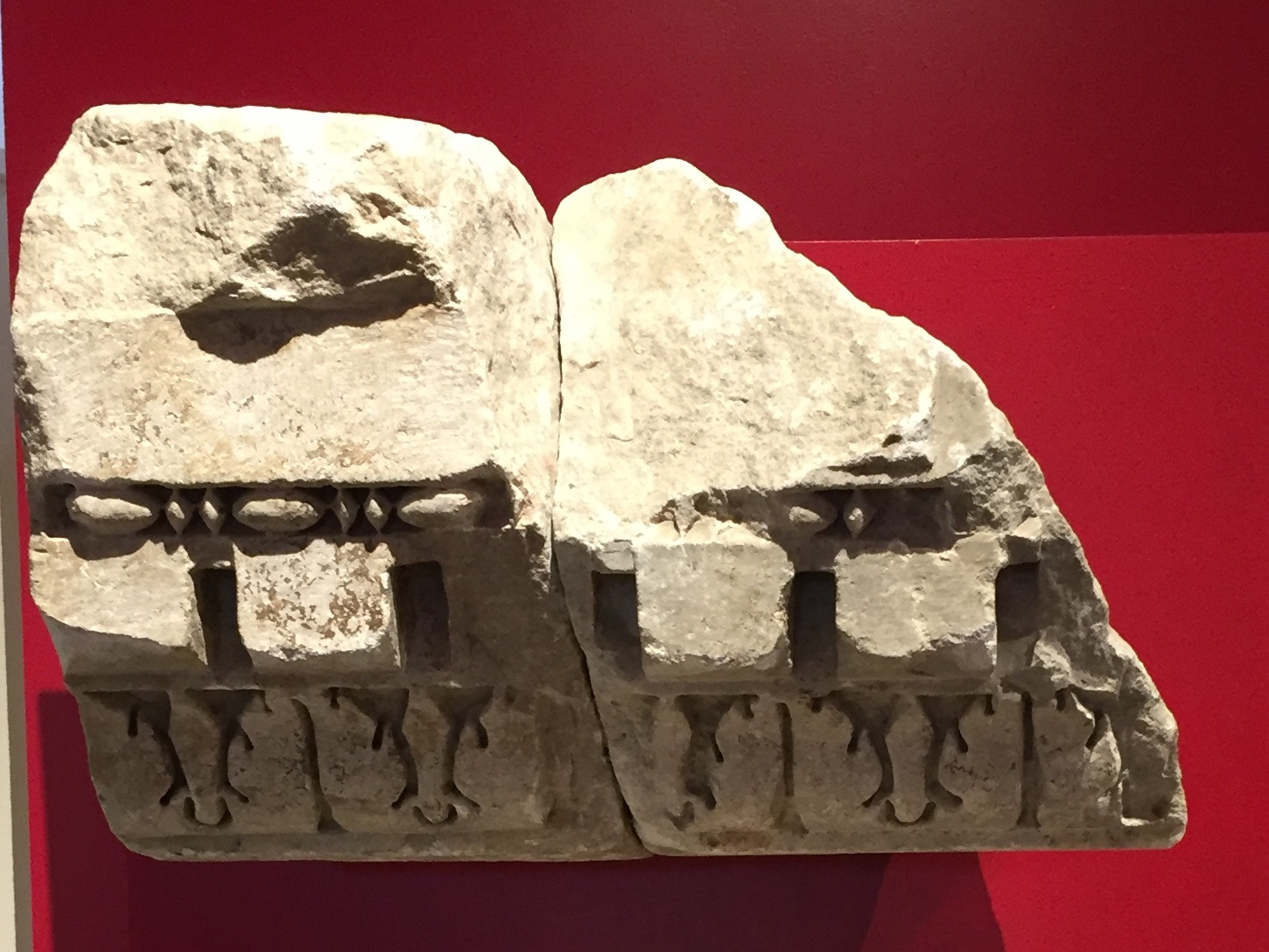
Corniche retrouvée sur le site Château Narbonnais.

La dénomination du château est liée à la Porte narbonnaise. Formée de deux tours, celle-ci constituait l’entrée principale de la ville à travers le rempart gallo-romain, et ouvrait sur la voie menant à la province romaine du même nom.
Au Moyen-Âge, la porte est renforcée face aux sièges subis : ainsi dans la deuxième moitié du IXe siècle, avant 887 et peut-être dès les années 860, un large fossé de 20 mètres de large est creusé en avant du rempart et de la Porte narbonnaise, qui est renforcée par des contreforts. Les sièges successifs que connait la ville, en 844 et 849 par Charles II le Chauve, puis en 864 par Pépin II, expliquent probablement le renforcement de la Porte narbonnaise dont la fonction défensive devient première. Au cours du XIIe siècle, le système de fossé autour de la porte est complété par le creusement d’un deuxième fossé, séparé du premier par un talus de 2 à 5 mètres de large, garni d’une palissade.
Entre 1155 et 1175, Raymond V de Toulouse intègre le castellum romain qui jouxte et protège la porte est considérablement agrandi : c'est là l'origine du château Narbonnais.
Vaste quadrilatère formé autour d’une cour centrale et flanqué de quatre tours crénelées (tour des Sacs, tour de sire Claude, tour de la Geyne, tour Gaillarde), le château est doté au sud d'une imposante façade en briques et galets.
S'il a une vocation militaire, le château Narbonnais est également la résidence des comtes de Toulouse. Des éléments de décor et d’architecture sont mentionnés dans certains passages de la Chanson de la croisade albigeoise : aula princière (grande pièce d’apparat destinée à accueillir les membres du conseil seigneurial), pavages, fenêtres voûtées, hautes tours, chapelle comtale sont ainsi identifiés. Le château est occupé par les troupes de Simon de Montfort pour attaquer la ville de Toulouse.

## Une forteresse royale
À la suite des conclusions du traité de Meaux en 1229, qui prépare le rattachement des pays occitans au domaine royal, le château devient garnison française, même s'il demeure la propriété de Raymond VII de 1236 à sa mort en 1249. Il passe ensuite à Alphonse de Poitiers mais celui-ci n'y résidera pas.
En 1271, le Toulousain est pleinement intégré au royaume de France. Le château est alors très largement agrandi vers le sud, et de nouveaux bâtiments forment alors le « palatio regali castri narbonansi », le palais du roi, abritant le sénéchal, le viguier et les services de l'administration de la couronne. Des constructions répondent, jusqu'en 1285, aux nouveaux rôles du château : la Trésorerie, l'hôtel de la Monnaie et la maison de l’Inquisition.

## Siège du Parlement de Toulouse
Le développement de la fonction judiciaire, ainsi que la création du parlement de Toulouse en 1443 par l'édit de Saumur pris par Charles VII, conduisent à la transformation du château : grande salle voûtée, création de l'édifice de la Grand-chambre en 1492.
Malgré d’incessantes réhabilitations, le palais médiéval est devenu trop complexe à aménager. Henri II ordonne en 1549 la démolition de l'édifice, achevée en 1556. Seule la tour de la Geyne subsiste, devenant la tour de l’Horloge, pour héberger les cachots de la prison parlementaire.
C'est l'architecte Nicolas Bachelier qui est chargé de créer un palais renaissance pour accueillir le Parlement, mais ni lui, ni son successeur n’achevèrent le projet. Aussi, à compter de 1576, le site du château est occupé par des boutiquiers et le parlement se développa de façon anarchique au milieu de ce quartier commerçant.

## Fouilles
Le chantier du nouveau palais de justice de Toulouse entraîne trois périodes d'opérations de fouilles menées par l'INRAP. La première a lieu en 1999, puis une seconde en 2002-2003 et la dernière en 2005-2006.
Ces opérations ont permis de redécouvrir le château Narbonnais et de confirmer son origine antique.